# Bill Kennedy
William R. "Pickles" Kennedy, né le 17 mai 1938 à Philadelphie, en Pennsylvanie, et mort le 31 août 2006 à West Palm Beach, en Floride, est un joueur américain de basket-ball.

## Biographie
Bill Kennedy est un meneur de jeu d'1,80 m pour 82 kg et il joue dans l'équipe de basket-ball de l'université Temple, les Owls de Temple. Il joue aussi brièvement en National Basketball Association (NBA).
Kennedy est sélectionné par les Warriors de Philadelphie en 15e position au 2e tour de la draft 1960 de la NBA. Il ne joue que 7 matchs seulement avec les Warriors pendant la saison NBA 1960-1961, avec une moyenne de 1,7 point, 1,1 rebond et 1,3 passe décisive par match.
Il décède en 2006 dans un accident de voiture à West Palm Beach, en Floride. 